# Liburnia antennata
Liburnia antennata är en insektsart som beskrevs av Jacobi 1910. Liburnia antennata ingår i släktet Liburnia och familjen sporrstritar. Inga underarter finns listade i Catalogue of Life.